# Makarios III
Makarios III (grekiska Μακάριος Γ), officiellt biskopsnamn för Michail Christodoulou Mouskos (Μιχαήλ Χριστοδούλου Μούσκος), född 13 augusti 1913 i Pano Panayia nära Pafos, död 3 augusti 1977 i Nicosia, var en cypriotisk präst och politiker. Han var Cyperns ärkebiskop (1950–1977) och det självständiga Cyperns förste president (1960–1977).

## Uppväxt, studier och karriär i kyrkan (1913-1950)
Michail Christodoulou Mouskos föddes 1913 som son till en jordbrukare och en hemmafru. Modern avled strax efter hans födsel. Cypern var vid den tiden under brittiskt styre, och blev formellt kronkoloni 1925. År 1926, när han var 13 år, antogs han som novis vid Kykkosklostret, och sändes som tjugoåring till Pancypriotiska gymnasiet i Nicosia, där han efter klosterstudierna tog en andra examen 1936.
De svåra åren under andra världskriget tillbringade Mouskos genom att studera teologi och juridik vid universitetet i Aten, varifrån han utexaminerades 1942. Därefter ägnade Mouskos sig åt sin prästkallelse i ortodoxa kyrkan, medan intresset för akademisk teologi också upptog hans tankar, och Mouskos fick stipendium från Kyrkornas världsråd att studera vid Boston University i Massachusetts i USA. År 1948, under tiden han studerade vid Boston, utnämndes han till biskop av Kition. Mouskos antog då prästnamnet Makarios, och återvände till Cypern.
Makarios var en populär och karismatisk person på Cypern, men hans förhållande till de brittiska myndigheterna var spänt. I likhet med många offentliga personer i det grekcypriotiska samhället under 1940- och 1950-talen var han en aktiv förespråkare av enosis, det vill säga att Cypern skulle inlemmas i Grekland.

## Enosis och EOKA (1950–1955)
Den 18 september 1950 valdes Makarios till ärkebiskop av Cypern. I den befattningen var han inte bara det officiella överhuvudet för Ortodoxa kyrkan på Cypern, utan även etnark, de facto nationell ledare för grekcyprioterna. Denna högst inflytelserika position placerade Makarios i centret av politiken på Cypern.
Under 1950-talet antog Makarios sin dubbla roll som religiös och politisk ledare med entusiasm, och blev mycket omtyckt bland grekcyprioterna. Han blev snart en av de främsta språkrören för enosis, och under första halvan av årtiondet hade han nära förbindelser med Greklands regering. I augusti 1954, delvis på Makarios tillskyndan, väckte Grekland Cypernfrågan inför FN, där de diskuterade utsikterna till cypriotiskt självbestämmande. För dem som stred för enosis skulle ett sådant självbestämmande sannolikt leda till en förening mellan Cypern och Grekland, vilket en folkomröstning visade att folket ville.
Den brittiska regeringen tvekade emellertid att dekolonisera ön som hade blivit deras nya högkvarter för Mellanöstern. 1950-talet var ett oroligt årtionde för Brittiska imperiet, och enosis-frågan var nära sammanbunden med kraven på nationellt oberoende. 1955 bildades en organisation som skulle strida för enosis, 'Ethniki Organosis Kyprion Agoniston' (EOKA). Detta var en tidstypisk självständighetsrörelse, av somliga betraktad som en motståndsrörelse och av andra som en terroristgrupp. Frågan om vilket är fortfarande kontroversiell. Makarios hade obestridligen en del politiskt samröre med EOKA och var bekant med dess ledare, Georgios Grivas, men utsträckningen av hans inblandning är oklar och omdebatterad. På äldre dagar förnekade han kategoriskt att han skulle ha deltagit i det våld som EOKA företog.

## Exil, upptrappning ochtaksim(1955–1960)
Den 20 augusti 1955 utfärdade Grekland en hemställan till FN om att principen om självbestämmande skulle tillämpas på det cypriotiska folket. Efter detta införde den koloniala regeringen på Cypern lagar mot uppvigling för att trycka ner eller förhindra demonstrationer för frihet; men ärkebiskopen försvarade demonstranterna och fortsatte kräva självbestämmande för Cypern.
I oktober 1955, då säkerheten började undergrävas, öppnade den brittiske guvernören, John Harding, en dialog om öns framtid. Vid det laget hade Makarios blivit nära förknippad med de inre striderna på ön, och samtalen bröts utan att några avtal hade kunnat träffas under början av år 1956. Makarios, som av den brittiska pressen tecknades som opålitlig och betraktades med misstro av de brittiska myndigheterna, landsförvisades till Maheön, Seychellerna, den 9 mars. EOKA fortsatte sin kampanj med protester och våld under denna tid.
Under 1950-talets sista år började den turkcypriotiska befolkningen anamma idén om taksim, det vill säga en delning av ön, detta som motvikt till den grekcypriotiska kampen för enosis. Förespråkare för taksim upplevde det som att turkcyprioterna skulle förföljas i ett grekiskt Cypern, och att endast genom att dela ön under antingen brittisk eller turkisk suveränitet skulle turkcyprioternas säkerhet garanteras. Därmed blev Cypernfrågan ännu mer polariserad mellan två motstridiga grupper och deras respektive visioner om öns framtid.
Makarios landsförvisning hävdes efter ett år, men han var fortfarande förbjuden att återkomma till Cypern. I stället for han till Aten, där han välkomnades av stora skaror. Med den grekiska huvudstaden som sitt nya högkvarter, fortsatte han verka för enosis. Under de följande två åren närvarade han vid FN:s generalförsamling när Cypernfrågan diskuterades, och arbetade hårt för att uppnå frihet för sitt folk.
Under tiden som Konstantinos Karamanlis var premiärminister i Grekland, övergavs nästan enosis-kravet till förmån för cypriotisk självständighet. Förhandlingar 1958 utmynnade i Zürichavtalet som grund för självständighet, och Makarios fick en inbjudan till London 1959 för finjusteringar av avtalet. Till en början avvisade Makarios avtalet. Anledningen till hans omvärdering av enosis och att han slutligen accepterade självständighet, har tillskrivits de brittiska och grekiska regeringarnas moraliska övertag. Enligt en mer omstridd uppfattning, utpressades Makarios av MI6 med uppgifter från hans privatliv.
Den 1 mars 1959 återvände ärkebiskopen till Cypern och fick en ojämförlig mottagning i Nicosia, där omkring två tredjedelar av den vuxna grekcypriotiska befolkningen slöt upp för att hälsa honom. Presidentval hölls den 13 december och Makarios slog sin konkurrent Ioannis Klerides (Glafkos Klerides far) med stor marginal, med två tredjedel av rösterna. Makarios hade då blivit Cyperns politiska ledare, såväl som grekcyprioternas ledare i samhället och i religiöst hänseende.

## Primas och president (1960–1963)
Efter presidentvalet fortsatte Makarios, tillsammans med vicepresident Fazıl Küçük, att skissa planer på Cyperns framtid. Vid det laget hade han accepterat att enosis inte skulle uppnås, och att det enda som kunde säkra harmoni på Cypern var en robust självständighet. Han tillträdde befattningen den 16 augusti 1960, samma dag som den brittiska flaggan halades. Politiskt rörde han sig mot mitten i den cypriotiska politiken, dels genom att förorda non-alignment samt att odla goda relationer till Turkiet och Grekland och han intog en framträdande plats som medlem av Non-Aligned Movement (NAM).
I mars 1961 antogs Cypern som medlem av Samväldet, och ärkebiskopen representerade Cypern vid Samväldets premiärministerkonferens. Han deltog i NAM-konferensen i Belgrad i september 1961, varmed han oroade regeringarna i London och Washington DC med sin ljumma politik mot västvärlden. Detta betraktades av USA som oförutsett och som ett tecken på kommunism; Makarios fick därför heta "Medelhavets Fidel Castro", men den brittiska pressen hade glömt sin tidigare hållning mot honom och kallade honom "Black Mak" med anspelning på hans klerikala garderob.
Linjen för fortsatt självständighet för Cypern hade dock inte slagit rot hos den allmänna opinionen hemmavid och politiken var fortfarande i hög grad polariserad. Det förekom stor oenighet bland de turkiska och de grekiska cyprioterna om tillämpningen av konstitutionen, och Makarios tvingades agera för att rädda den statliga förvaltningen från en fullständig kollaps. I november 1963 lade han fram tretton förslag på författningsändringar vilka skulle befria den offentliga förvaltningen från de etniska restriktionerna som avtalades i Zürich och London. Detta, menade han, skulle medge regeringen rätt att agera mer effektivt och sammanföra folkgrupperna genom att häva de juridiska gränserna mellan dem. Dessa föreslagna författningsändringar betraktades av många turkcyprioter som hot mot författningens skydd av deras minoritetsrättigheter.
Som svar på Makarios förslag avgick de flesta turkcyprioter från sina tjänster och befattningar i den offentliga förvaltningen och statsorganen, inbegripet vicepresident Kucuk. Dessutom flyttade ett stort antal turkcyprioter från etniskt blandade samhällen till orter i vilka turkcyprioterna var i majoritet. Ännu saknas samsyn på motiven till detta. Somliga menar att det var nödvändigt efter grekcyprioternas förnedrande behandling av turkcyprioter. Andra hävdar att turkcyprioterna avsiktligt saboterade Cyperns administration eftersom de redan gjorde sig redo för en delning av ön med hjälp av Turkiet. Under slutet av 1963 bröt lokala strider ut och stämningen på Cypern var återigen våldsam.

## Makarios och Cypernfrågan (1964-1977)
De politiska problemen på Cypern var alltjämt oöverstigliga. FN:s fredsbevarande styrka UNFICYP inrättades 1964 och bidrog till att mildra, men inte lösa, situationen. Makarios fortsatte sin medelväg, men misslyckades slutligen att vare sig försäkra turkcyprioterna om att de kunde känna sig trygga i ett självständigt Cypern, eller att övertyga grekcyprioterna om att självständighet var ett tillfredsställande alternativ till att uppgå i ett Storgrekland.
President Makarios ställde upp för omval, vilket ägde rum i februari 1968. Makarios fick 220 911 röster (96 %), och hans motståndare, Takis Evdokas, som förordade enosis, fick 8 577 röster. Även med de 16 215 personer som avstått från att rösta, tolkades resultatet som ett massivt stöd för Makarios personligen och för Cyperns självständighet. Vid investituren slog presidenten fast att Cypernfrågan inte kunde lösas med våld, utan bara inom FN:s ramar. Han sade också att han och hans anhängare önskade leva i fred i en enhetsstat där alla medborgare hade lika rättigheter. Några cyprioter bestred Makarios första påstående, och dessa skulle utföra ett misslyckat mordförsök mot honom 1970.
År 1967 tog en militärjunta makten i Grekland med en statskupp i Aten, och relationen mellan denna regim och Makarios var ansträngd. Makarios framhöll att juntan undergrävt hans auktoritet genom att stödja EOKA B, en paramilitär organisation som var anhängare av enosis.
Sommaren 1971 ökade spänningarna mellan de cypriotiska befolkningsgrupperna, och incidenterna blev fler. Någon gång under sensommaren eller den tidiga hösten återvände Georgios Grivas (som hade gjort ett utfall mot Makarios i en grekisk tidningsartikel och kallat honom förrädare) i hemlighet till ön och började bygga upp sin gerilla, vilken skulle kallas Ethniki Organosis Kyprion Agoniston B - EOKA-B. Tre nya tidningar som förespråkade enosis grundades också. Alla dessa händelser bekostades av den grekiska juntan. Juntan skulle troligen ha hållit med om att en delning skulle kunna vara lösningen på Cypernfrågan, men detta förslag tillbakavisades av Makarios. Att få undan Makarios fick högsta prioritet, och juntan stödde Grivas till slutet. Från sina gömställen ledde Grivas terroristattacker och bedrev propaganda som skakade Makarios regering, men Makarios förblev såväl en stark som populär ledare bland grekcyprioterna.
Förhållandet mellan Nicosia och Aten var ett sådant lågvatten att militären i den grekiska juntan, vilka märkte att de försatt Makarios i en prekär situation, ställde honom inför ett ultimatum att reformera sin regering och avskeda de ministrar som varit kritiska till juntan. Militärerna hade dock inte räknat med det oerhörda stödet Makarios hade och än en gång uppstod massdemonstrationer som visade att han hade folket bakom sig. Till slut gjorde dock Makarios som juntan sade, och ombildade sin regering.
Ett annat element som motarbetade Makarios var det faktum att de flesta officerare i Cyperns nationalgarde var grekiska medborgare som stödde juntan. Dessa militärer delade juntans önskan om att avsätta honom från posten och att uppnå enosis i någon grad. Grivas hade också fortsatt utgöra ett hot mot honom. Denne förblev mäktig och var i viss utsträckning oberoende av juntan som möjliggjort hans återkomst till Cypern. Medan de grekiska officerarna i nationalgardet periodvis kunde tänka sig en uppgörelse med Turkiet om Cypern, motsatte sig Grivas våldsamt varje förslag som inte ledde till fullständig enosis.
Under våren 1972 mötte Makarios motstånd från annat håll. De tre biskoparna i Cyperns kyrka krävde att han skulle avgå som president, och hävdade att hans världsliga makt stred mot den kanoniska rätten. Makarios avsatte de tre biskoparna, och tog av dem deras prästkappor sommaren 1973 i vad som brukar kallas den ecklesiastikala kuppen. Innan han valde deras efterträdare ökade han antalet biskopssäten till fem för att därigenom minska makten hos varje biskop.
Med tiden blev Grivas kamp för enosis genant för såväl den cypriotiska som den grekiska regeringen. Hans berömmelse och popularitet i båda länderna förhindrade att han kunde sättas ur spel. Grivas avled av en hjärtattack den 27 januari 1974. Makarios utfärdade en amnesti åt hans anhängare och hoppades att EOKA B skulle upplösas efter att dess ledare dött. Inrikes strider fortsatte dock, och fler än 100 000 sörjande som närvarade vid Grivas begravning gav en fingervisning om att stödet för Grivas politiska mål höll i sig.
Makarios sände ett brev den 3 januari 1974 till regeringen i Grekland, där han utpekade vissa grekiska officerare på Cypern som han menade motarbetade hans regering. Juntan svarade att officerarna skulle förflyttas. I ett andra brev den 2 juli krävde Makarios att alla officerare på ön skulle hemkallas. Utrikesministern S. Tetenes föreslog som kompromiss att Makarios själv skulle välja ut officerare från Greklands armé som skulle ersätta de som skulle hemkallas. Glafkos Klerides besökte Makarios den 11 juli och försökte förgäves finna en kompromisslösning. Och så den 15 juli 1974 arrangerade juntan en statskupp i Nicosia. Makarios flydde och ersattes av Nikos Sampson, en cypriotisk tidningsman och politiker. Detta var upptakten till Cypernkrisen 1974.
När Makarios lade fram saken inför FN:s säkerhetsråd den 19 juli anklagade han Grekland för att ha invaderat Cypern och att de var ett hot mot alla cyprioter, grekiska som turkiska. Genom garantifördraget från 1960 kunde Grekland, Storbritannien eller Turkiet, var för sig eller tillsammans, ingripa militärt i syfte att upprätta fred på ön.
Tillsammans med den ortodoxa biskopen Viktor Busa grundade Makarios International Parliament for Safety and Peace 1975 för att uppmärksamma frågan om den allt ökande osäkra situationen på Cypern.
Den brittiska statsstyrelsen hade vid denna tid konstitutionella problem med att inget parti hade majoritet att bilda regering, och Makarios intalade britterna att inte ingripa militärt som garantimakt. Den 20 juli invaderade Turkiet Cypern, fem dagar efter kuppen, och som väntat blev detta ett mycket kontroversiellt drag. Nordcypern är fortfarande ockuperat av Turkiets armé, i strid mot konstitutionen, och de har infört en presidentpost. För turkar och turkcyprioter är detta betraktat som en "fredsoperation" som utfördes för att skydda turkcyprioterna. För greker och grekcyprioter representerar det utförandet av en långvarig plan på att återta Turkiets överhöghet över en stor del av ön. Globalt är det enighet om att Turkiet illegalt ockuperat en självständig stat, vilket fastslås i flera resolutioner av FN och andra internationella organ.
Nikos Sampsons presidentskap blev kortvarigt, eftersom militärjuntan i Aten föll några få dagar efter den turkiska invasionen. När han förlorade sitt stöd flydde Sampson, och den konstitutionella ordningen återställdes. I den fortsatta frånvaron av en vicepresident, blev talmannen i parlamentet, Glafkos Klerides, tillförordnad president. Makarios stannade kvar i London i fem månader; efter att ha försäkrat sig om internationellt erkännande för sin regering över hela ön, återkom han till Cypern och lade ner sina krafter på att återställa Cyperns suveränitet över sitt territorium. Detta hade han ingen framgång med, och Turkiet har kvarblivit som ockupationsmakt sedan dess, med situationen framgent olöst.

## Död och eftermäle

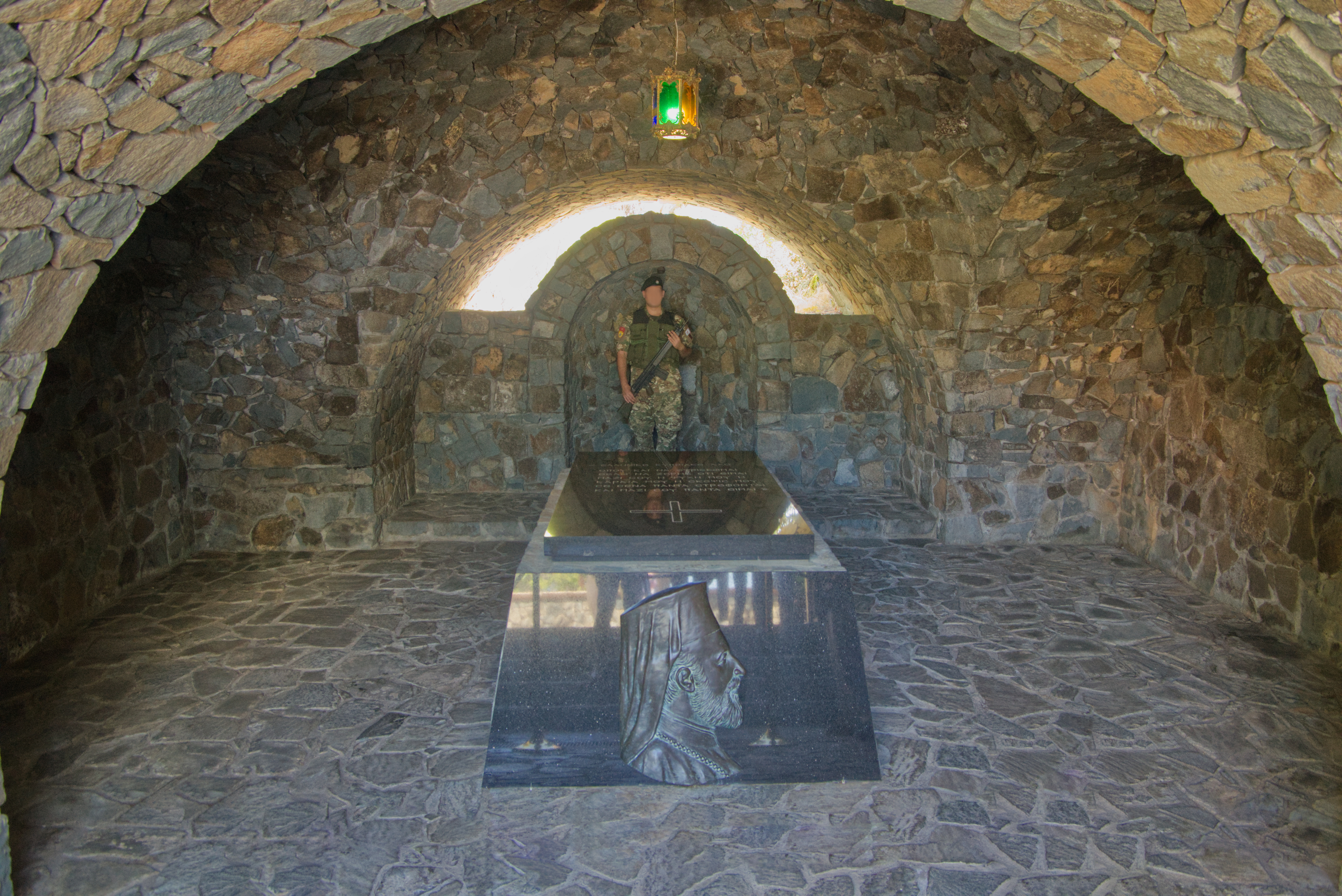
Makarios grav.

Makarios III avled oväntat av en hjärtattack den 3 augusti 1977. Det har på senare tid upptäckts att under obduktionen frånskildes hjärtat från hans kropp, och att hjärtat sedan dess förvarats i ärkebiskopspalatsets sovrum, som tidigare var hans.. Han gravsattes i en grav på Throniberget, vilket var hans egen önskan. Graven ligger inte långt från Kykkosklostret, där han var novis på 1920- och 1930-talen. Som minnesstod över hans gärningar har en bronsstaty som föreställer honom uppförts utanför ärkebiskopspalatset i Nicosia.
Makarios är ännu en kontroversiell person. Några betraktar honom som en nationalhjälte och en etnark och det har förekommit diskussioner inom Ortodoxa kyrkan på Cypern om att han skulle helgonförklaras. Andra har kritiserat honom för att ha övergivit enosis som målsättning till förmån för självständighet, men också för att ha styrt sin regering som en kvarleva av caesareopapism. Även hans anförande inför FN:s säkerhetsråd den 19 juli 1974 har kritiserats, eftersom vad han sade då användes av Turkiet vid deras invasion av Cypern dagen därpå.
Han är troligen den mest framträdande politikern i Cyperns samtidshistoria, och hans ansträngningar att skaffa sig internationell enighet om sin regerings legitimitet efter 1974 har skapat den bakgrund mot vilken Cypernfrågan fortfarande ställts.